# Villarrué
Villarrué es un pueblo del municipio de Laspaúles (provincia de Huesca, España). En 2011 tenía 29 habitantes.

## Geografía
Está situado en la parte alta del valle del Isábena.

## Toponimia
El  nombre muestra diptongación delante de yod de acuerdo con la fonética aragonesa en una zona de pueblos hoy catalanoparlantes. En lenguaje escrito o algunos mapas también puede verse variantes del nombre como Villarrui o Villarruy, por semejanza con topónimos ribagorzanos terminados en -ui (equivalente en catalán de la terminación aragonesa -ué). 
De acuerdo con la hipótesis que dice que la terminación -ue/-ui del Alto Aragón oriental equivale a la terminación -ués del Alto Aragón occidental, el equivalente fonético de este topónimo sería Villarrués en Artieda.

## Monumentos
Como en Laspaúles, las edificaciones emplean la arenisca roja local de facies Buntsandstein o rodeno.
- Iglesia de San Esteban, románica del siglo XII.[3]
- Ermita románica de La Virgen de Turbiné.
- Casa Palacín, siglo XVIII.
- Casa de Arcas.

## Curiosidades
Por su altura de 1534 es el segundo pueblo más alto del Pirineo aragonés, después de Cerler (1540 metros).